# نوسا سنهورا دو مونته
نوسا سنهورا دو مونته (به لاتین: Nossa Senhora do Monte) یک روستا در دماغه سبز است.